# 파판틀라

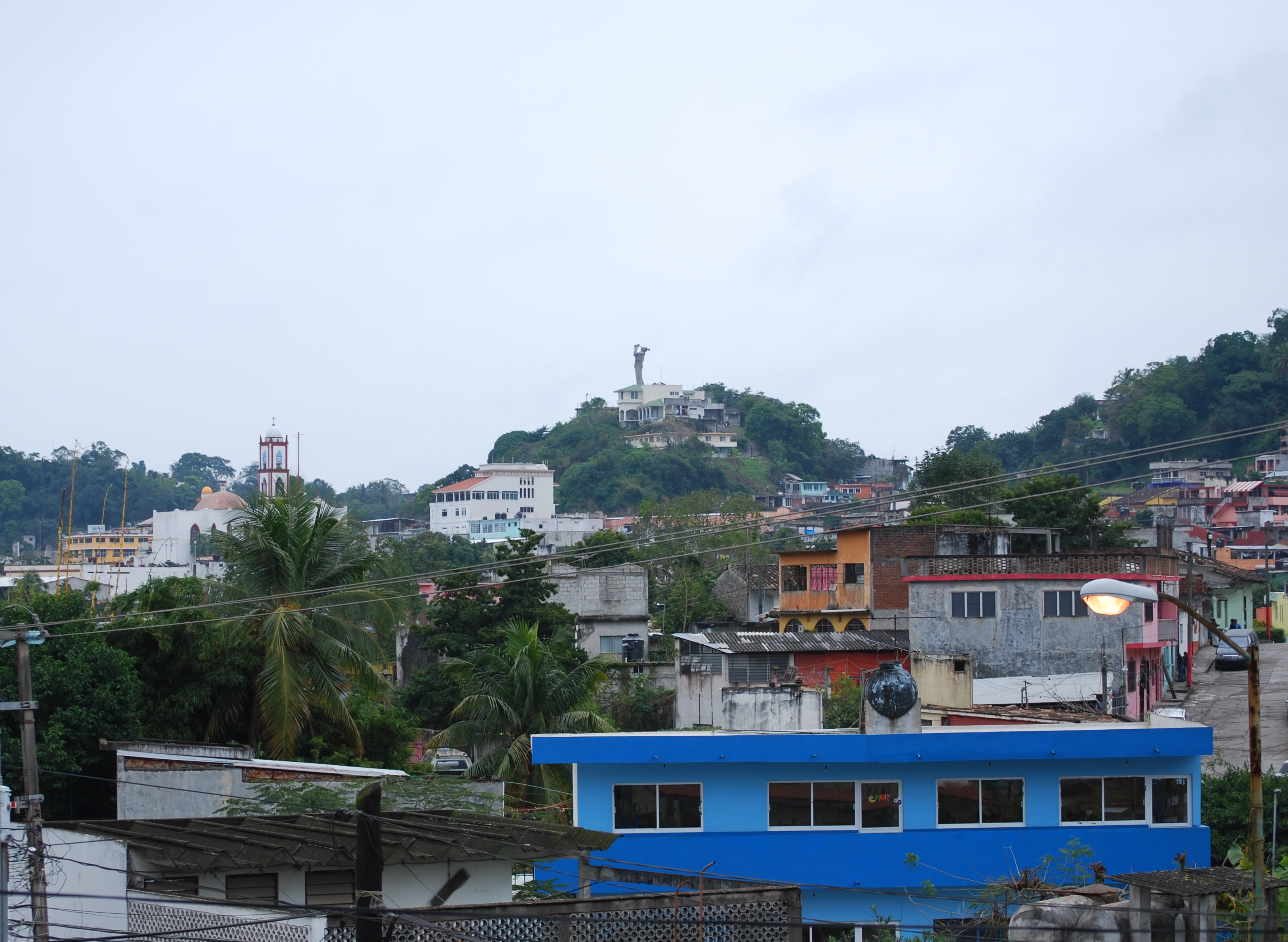
파판틀라

파판틀라(스페인어: Papantla)는 멕시코 베라크루스주에 위치한 도시로 면적은 1,199.26km2, 높이는 180m, 인구는 152,863명(2005년 기준)이다.